# Marco quilométrico

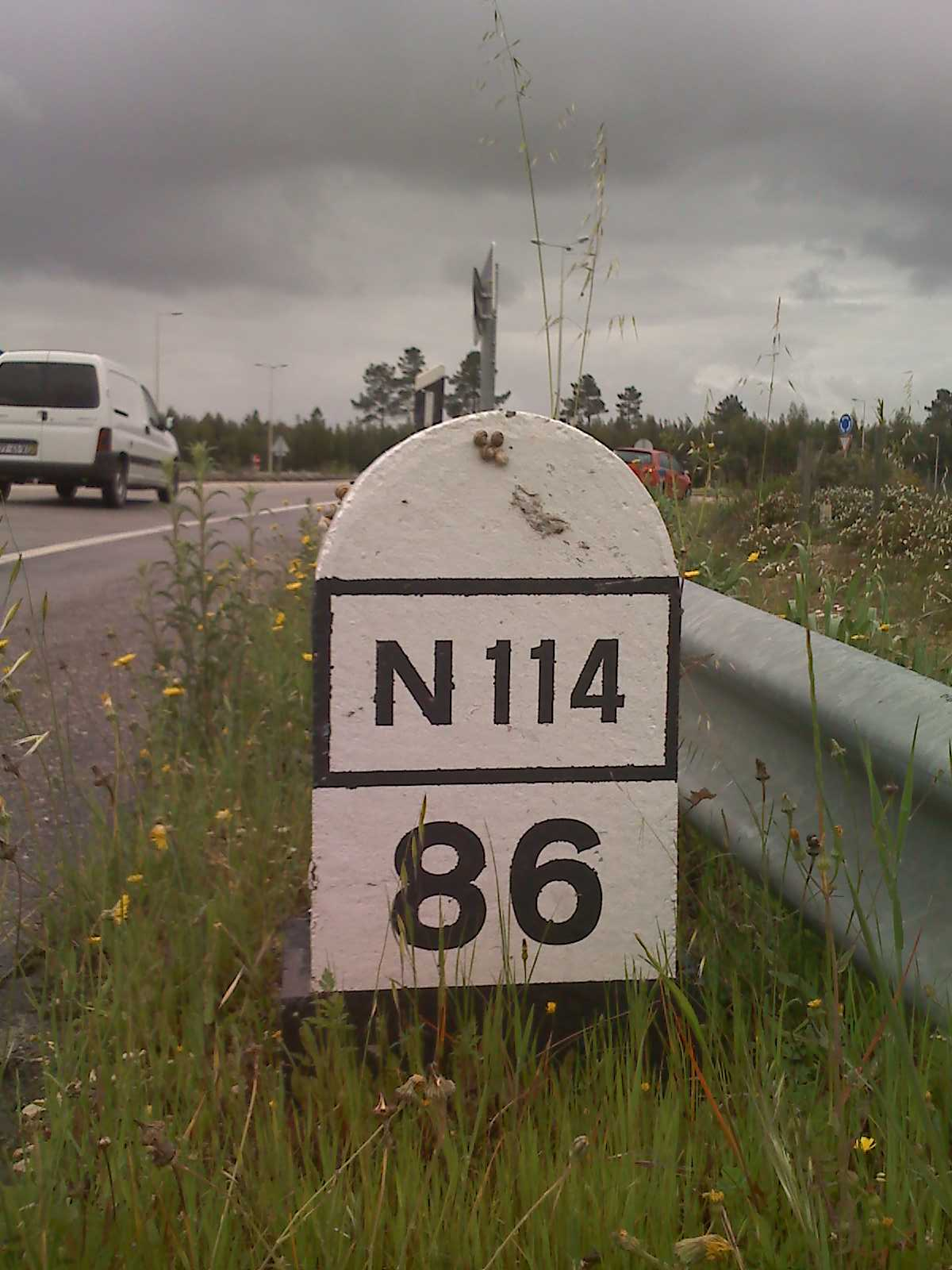
Marco quilométrico, assinalando o quilómetro 86 da Estrada Nacional n.º 114, Portugal.

Os marcos quilométricos indicam as distâncias nas estradas. Desta maneira e possivel saber a localização de cada cidade, são placas de indicação.
Os primeiros marcos de estradas de que se tem conhecimento são os miliários que se encontravam nas vias romanas.

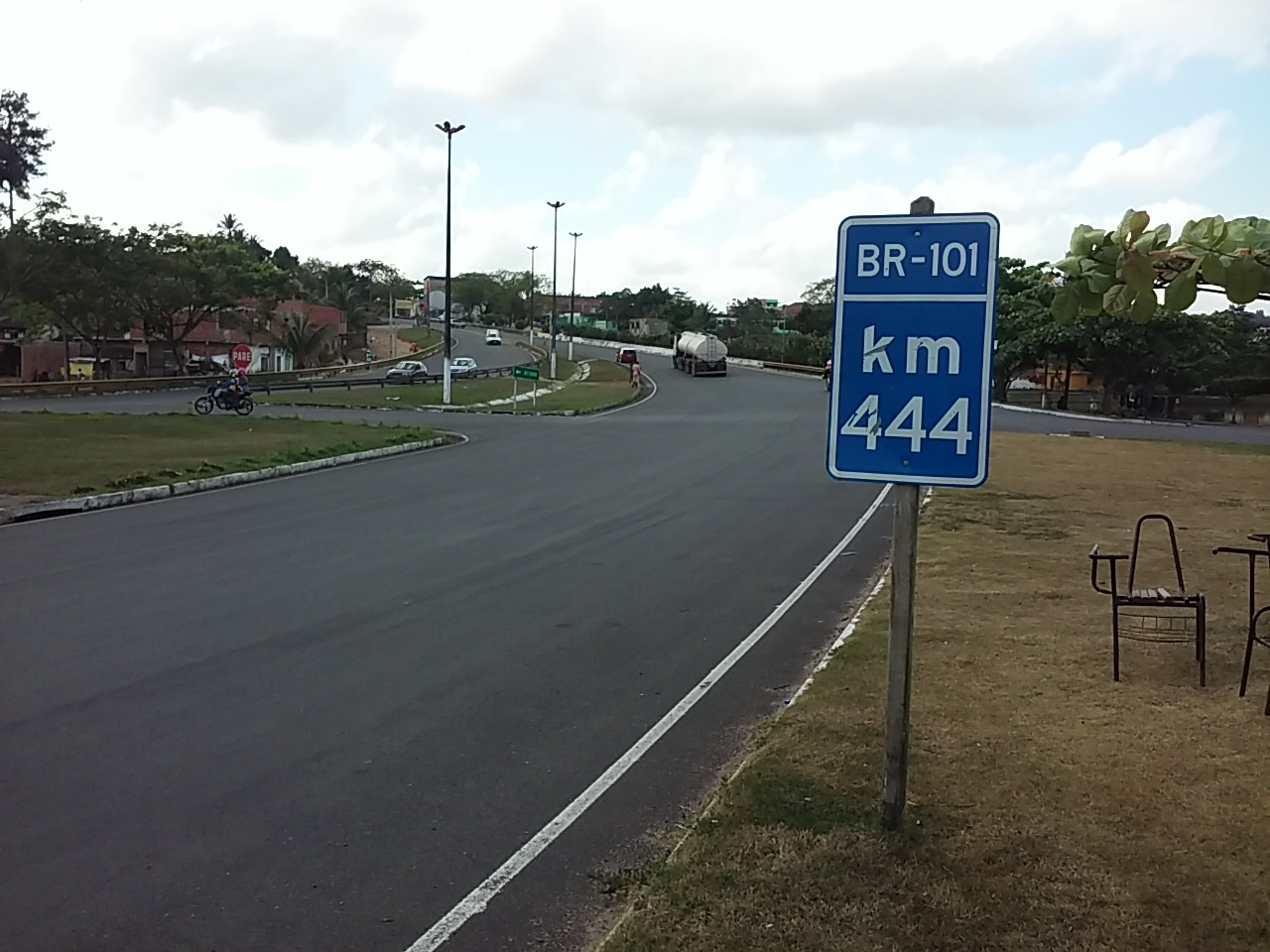
Quilômetro 444 da BR-101 na Bahia, Brasil